# 가라테 (비디오 게임)
《가라테》(Karate)는 본래 울트라비전이 1982년에 NTSC 시스템용으로 배급한 아타리 2600용 비디오 게임으로서, 그 뒤로 1980년 후반 Froggo에 의해 재출시되었다. 이 게임은 블랙 벨트 조지프 아멜리오에 의해 디자인된 것으로 추정된다. 디지털 프레스는 가라테를 역대 최악의 아타리 2600 게임들 가운데 하나로 선정하였다.